# Borough londonien de Waltham Forest
Waltham Forest (« London Borough of Waltham Forest ») est un Borough du Grand Londres. Cette circonscription fut fondée en 1965 par fusion des trois Municipal borough de Chingford, Leyton et Walthamstow il tire son nom de Waltham Forest, une institution qui gérait les cerfs dans le sud-ouest de l'Essex (duquel le borough était une partie avant 1965). Forte de 222 000 habitants, elle est située dans le nord-est de l'agglomération londonienne, en limite du Essex et comprend plusieurs petites villes et villages :
- Chingford
- Chingford Hatch
- Friday Hill
- Hale End
- Higham Hill
- Highams Park
- Leyton
- Leytonstone
- South Chingford
- Upper Walthamstow
- Walthamstow

## Villes jumelles
- Saint-Mandé
- Wandsbek